# Star Trek: Enterprise
Star Trek: Enterprise (v anglickém originále v letech 2001–2003 jen Enterprise) je americký sci-fi televizní seriál, v pořadí šestý z řady seriálů ze světa Star Treku. Jeho autory jsou Rick Berman a Brannon Braga. Premiérově vysílán byl v letech 2001–2005 na stanici UPN, celkem vzniklo 98 dílů ve čtyřech řadách. Jedná se o prequel všech předchozích startrekovských seriálů i filmů. Děj Enterprise je zasazen let 2151–2155, kdy ještě neexistuje Spojená federace planet a lidé teprve začínají pronikat do vzdálenějšího vesmíru. Sleduje příběhy hvězdné lodi Enterprise (NX-01), první pozemské lodi schopné vyvinout rychlost warp 5, díky čemuž dokáže zdolat i delší mezihvězdné vzdálenosti. Lodi velí kapitán Jonathan Archer (Scott Bakula), jeho zástupkyní a prvním důstojníkem je Vulkánka jménem T'Pol (Jolene Blalocková) a trojici hlavních postav uzavírá šéfinženýr komandér Charles „Trip“ Tucker (Connor Trinneer).

## Příběh
Hvězdná flotila je v roce 2151 méně než dvacet let stará a Spojená federace planet ještě vůbec neexistuje. Vše je na úplném začátku. Na Zemi právě vrcholí projekt první lodi s warpem 5. Vulkánci si nepřeji takové riziko, aby lidé začali cestovat vesmírem a staví se rezolutně proti, tak jako už dlouho předtím. Tentokrát však neúspěšně, a tak kapitán Jonathan Archer dostává za úkol sestavit posádku a vydat se s ní za novými úkoly a poznáním. Pro nutné uklidnění Vulkánců se Flotila rozhodla jmenovat zástupcem kapitána Vulkánku T'Pol, která měla působit jako pozorovatel, ale i dodávat posádce nutnou logiku, kterou podle ní postrádá. Nejprve tak vznikají konflikty mezi ní a posádkou, hlavně Charlesem Tuckerem, později ale vyústí ve více než přátelský vztah. O zdraví posádky se má starat Denobulan Phlox, loď má pilotovat Travis Mayweather, komunikačním důstojníkem a expertkou na jazyky bude Hoši Sato a bezpečnost lodi má zajišťovat zbraňový důstojník Malcolm Reed.

### První řada
Roku 2151 má ze Země vyplout Enterprise (NX-01), první loď schopná letu rychlostí warp 5, díky níž je v dosahu lidstva mnohem víc planet než s loděmi staršími. Právě během příprav na vyplutí ztroskotá na Zemi Klingon pronásledovaný Sulibany. Kapitán Enterprise Jonathan Archer se rozhodne Klingona dopravit na jeho domovskou planetu Qo'noS, aby Vulkáncům dokázal, že lidstvo je již zralé pro mezihvězdné lety. Během této úspěšné mise se zapletou do tzv. časové studené války Sulibanů, jejichž frakci někdo dává rozkazy z budoucnosti. Enterprise v dalších dílech létá po okolí a v zastoupení lidstva poprvé poznává nové civilizace. Při jedné z cest zavítá na vulkánský klášter P'Jem, o který se zajímají Andoriané, protože mají podezření, že tam mají Vulkánci špionážní zařízení, jimiž Andoriany sledují. Andorianské podezření se potvrdí a klášter je zničen. S Andorianem Shranem se posádka ještě několikrát setká. Po návratu na Zemi přerušují Vulkánci v důsledku zničení P'Jemu kontakty se Zemí a chtějí odvolat T'Pol. Ta je vzápětí unesena a Archer se opět setkává se Shranem a podruhé zabrání střetu mezi Andoriany a Vulkánci. V jedné z epizod se také lidé poprvé setkávají s Ferengy. V poslední epizodě zdánlivě nešťastnou náhodou způsobí Enterprise zničení obydlené planety a je odvolána zpět zodpovídat se ze své otřesné nedbalosti.

### Druhá řada
Vzápětí se ukazuje, že zničení planety byla práce Sulibanů, kteří chtějí zamezit lidské přítomnosti ve vesmíru. Sulibanskou akci se podaří překazit, ačkoli je Archer načas uvězněn v budoucnosti, a Vulkánci souhlasí s tím, že Enterprise může pokračovat ve svém působení. T'Pol při jedné večeři s kapitánem vypráví o prvním kontaktu lidí a Vulkánců v roce 1957, dlouho před prvním oficiálním kontaktem. V dalším díle se pak lidé poprvé setkávají s dalším druhem, Romulany, i když ještě ne tváří v tvář. Po čase opět dojde ke sporu mezi Vulkánci a Andoriany o spornou planetu a Archer pomůže zahájit jednání o smíru. Dojde také k prvnímu setkání s Borgy, jejichž několik vojáků kdysi ztroskotalo v Antarktidě a nyní jsou oživeni. Při pokusu asimilovat posádku Enterprise jsou zneškodněni, ale stihnou před tím odeslat signál do delta kvadrantu – díky tomu se v seriálu Star Trek: Nová generace Borgové vracejí k Zemi. Kapitán Archer si znepřátelí Klingony osvobozením jejich uprchlíků, Klingoni ho proto během několika dílů pronásledují (na čas i uvězní). V posledním díle k Zemi přiletí sonda, která energetickým výbojem zničí část zemského povrchu a zabije sedm miliónů lidí. Od muže z budoucnosti, který řídí frakci Sulibanů, se Archer dozví, že sondu vyslali Xindi, kterým někdo jiný sdělil, že lidé v budoucnu zničí jejich světy. Enterprise se vydává do Delfské oblasti, domoviny Xindů, aby zabránila dalšímu útoku, i přes námitky Vulkánců, kteří onu oblast zkoumali a zjistili, že je životu silně nepřátelská.

### Třetí řada
Třetí řada se celá odehrává v Delfské oblasti. Téměř všechny epizody na sebe plynule navazují a tvoří souvislý děj.
Enterprise pátrá po stavitelích ničivé sondy, Xindech, přitom se posádka dozví, že jde o druh, který se skládá s pěti poddruhů – ještěrovitých, opovitých, humanoidních, insektoidních a vodních. Brzy také narazí na anomálie, jevy, které se příčí běžným fyzikálním zákonům, a zjišťuje, že je způsobují sféry, obrovské maskované koule z neznámého materiálu, navzájem podprostorově propojené. Díky telepatovi Tarquinovi se Enterprise dozví, kde Xindi staví zbraň proti Zemi. Archer naváže kontakt s opovitým Xindem Gralikem, který vyvíjí součást zbraně, aniž by ale tušil, že se podílí na stavbě zbraně, a získá jeho důvěru. Enterprise posléze narazí na prototyp xindské zbraně a tu se mu podaří s pomocí Andoriana Shrana zneškodnit. Od stavitele zbraně, humanoidního Xinda Degry se Enterprise lstí konečně dozví souřadnice planety, kde se staví xindská zbraň. Po neúspěšném pokusu zbraň zničit se snaží kapitán Archer přesvědčit Xindy o tom, co se Enterprise mezitím dozvěděla – sféry postavily bytosti z jiné dimenze, Xindy zvané „Stavitelé sfér“, aby tu oblast vesmíru přebudovaly pro sebe; snaží se Xindy poštvat proti lidem, aby je oslabily a poté mohly vyhubit. Kapitán také informuje, že Stavitelé pomohli skupině ještěrovitých za zády ostatních Xindů se přenést do minulosti Země, aby tam vyvinula biologickou zbraň proti lidem, čemuž Archer s posádkou zabránil. Jen část Xindů mu uvěří, zejména ještěrovití a insektoidní to však považují za lidské lži a zbraň jednostranně odešlou k Zemi, kde se ji těsně před výbuchem podaří Enterprise zneškodnit, zničeny jsou i sféry.

### Čtvrtá řada
Na počátku čtvrté řady se kapitán Archer ocitne na Zemi v době 2. světové války, ale věci nejsou, jak mají být – nacistická vojska okupují Spojené státy. Za vším stojí jedna z frakcí bojující v časové studené válce. Kapitánovi se nakonec podaří zničit její stroj času a Enteprise se vrací do své doby. Po návratu na Zemi je posádka oslavována jako hrdinové, ale na Zemi zároveň vládne xenofobní atmosféra nepřátelská všem mimozemšťanům. Enterprise se brzy vrací do vesmíru a hned musí bojovat se skupinou přeživších vylepšených, kterým pomáhá doktor Arik Soong, snažící se získat zárodky dalších vylepšených uchovávaných na jedné stanici. Enterprise nakonec zvítězí a doktor Soong se vrací zpět do vězení, odkud uprchl; tam svůj zájem obrací ke kybernetice (je prapradědečkem Nooniena Soonga z Nové generace). Zanedlouho je Enterprise zapletena do sporů na Vulkánu – vulkánské vedení se snaží potřít syrranity, sektu, která praktikuje nepovolené splynutí myslí, a zároveň plánuje útok na Andorii, čemuž Enterprise zabrání. Vzápětí je oblast Galaxie v okolí Země ohrožována další hrozbou, Romulany, kteří se podloudně pokoušejí obrátit jednotlivé mocnosti proti sobě, neboť vidí, že vlivem lidí mezi sebou začínají spolupracovat a to ohrožuje jejich zájmy. Romulanské pokusy jsou zmařeny a lidé opět ukazují, jak se spolupráce různých druhů vyplácí. V dalších dílech unesou doktora Phloxe Klingoni, protože se snaží vyrobit vlastní vylepšené, i když při pokusech vytvořili virus, který jim mění hrbolatá čela na hladká, a pak je zabíjí. Phlox to však odmítá a vyrobí protilátku, která Klingonům zachrání život, ale nemůže je zbavit hladkých čel, která proto budou mít jejich potomci několik století. V posledních dílech se vše chystá k podepsání Charty koalice planet, předchůdkyně Spojené federace planet. Neúspěšně se ji snaží překazit Terra Prime, hnutí odmítající kontakty lidí s mimozemšťany. Závěrečná epizoda ukazuje holografickou simulaci událostí vytvoření Federace, tak jak je v roce 2370 vytvořili komandér William Riker a poradkyně Deanna Troi (Star Trek: Nová generace).

## Obsazení

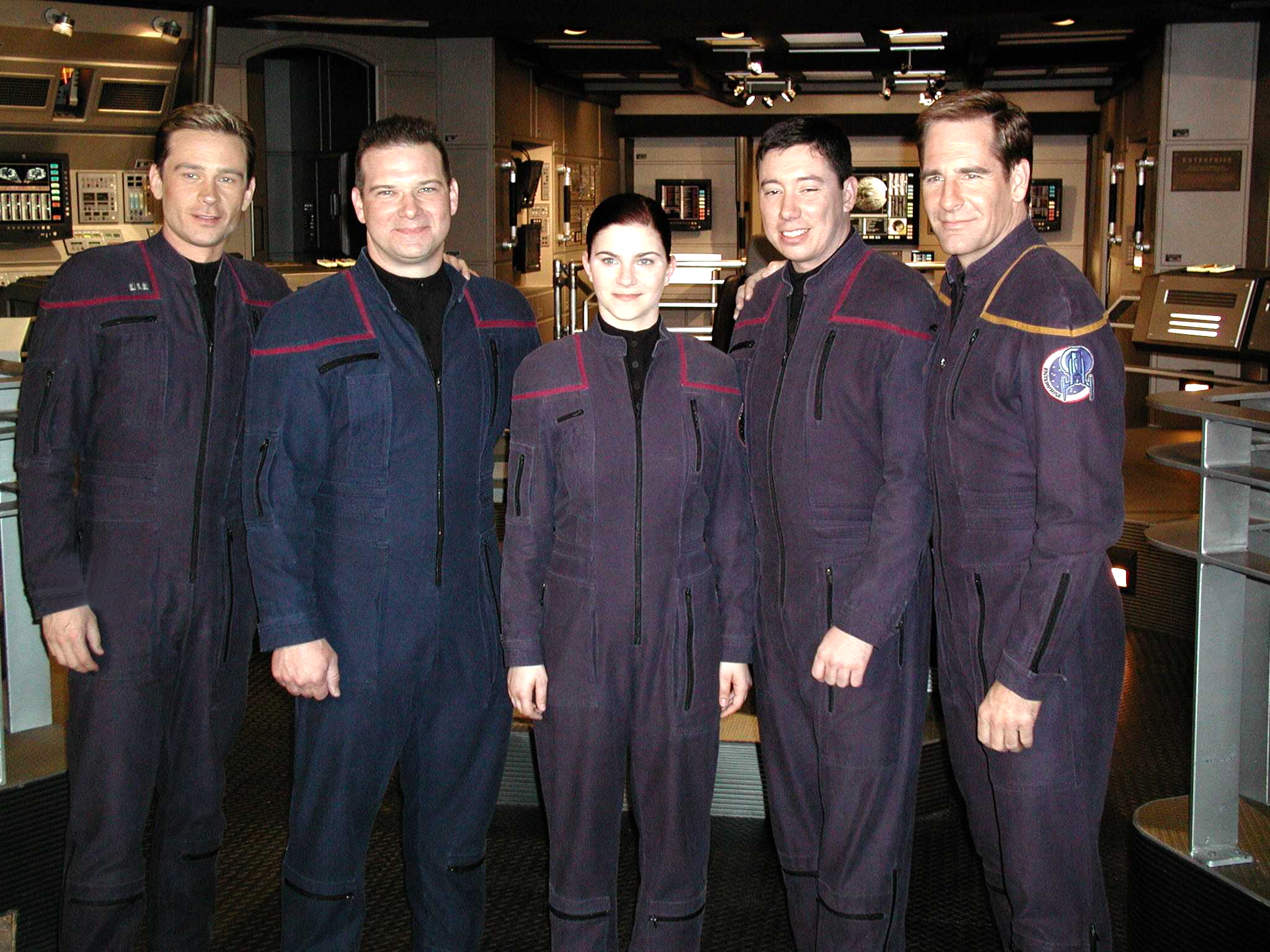
Connor Trinneer (zcela vlevo) a Scott Bakula (zcela vpravo) na setkání s vyznamenanými americkými námořníky

- Scott Bakula (český dabing: Jiří Dvořák) jako kapitán Jonathan Archer
- John Billingsley (český dabing: Jiří Prager) jako doktor Phlox
- Jolene Blalocková (český dabing: Lucie Svobodová) jako subkomandér T'Pol
- Dominic Keating (český dabing: Pavel Vondra) jako poručík Malcolm Reed
- Anthony Montgomery (český dabing: Filip Švarc [1.–4. řada], Radek Kuchař [částečně 3. řada]) jako praporčík Travis Mayweather
- Linda Parková (český dabing: Jitka Moučková) jako praporčík Hoši Sato
- Connor Trinneer (český dabing: Filip Jančík) jako komandér Charles „Trip“ Tucker

## Vysílání
| Řada | Díly | Premiéra v USA | Premiéra v USA  | Premiéra v ČR     | Premiéra v ČR     |
| Řada | Díly | První díl      | Poslední díl    | První díl         | Poslední díl      |
| ---- | ---- | -------------- | --------------- | ----------------- | ----------------- |
| 1    | 26   | 26. září 2001  | 22. května 2002 | 15. února 2005    | 9. srpna 2005     |
| 2    | 26   | 18. září 2002  | 21. května 2003 | 5. září 2005      | 3. března 2006    |
| 3    | 24   | 10. září 2003  | 26. května 2004 | 27. května 2006   | 4. listopadu 2006 |
| 4    | 22   | 8. října 2004  | 13. května 2005 | 10. července 2007 | 8. srpna 2007     |

## Odvozená díla
Na motivy seriálu Enterprise vznikla také řada odvozených děl – knih, komiksů, počítačových her. Knižní série Star Trek: Enterprise obsahuje více než 10 románů.